# Oude Durme (Hamme)

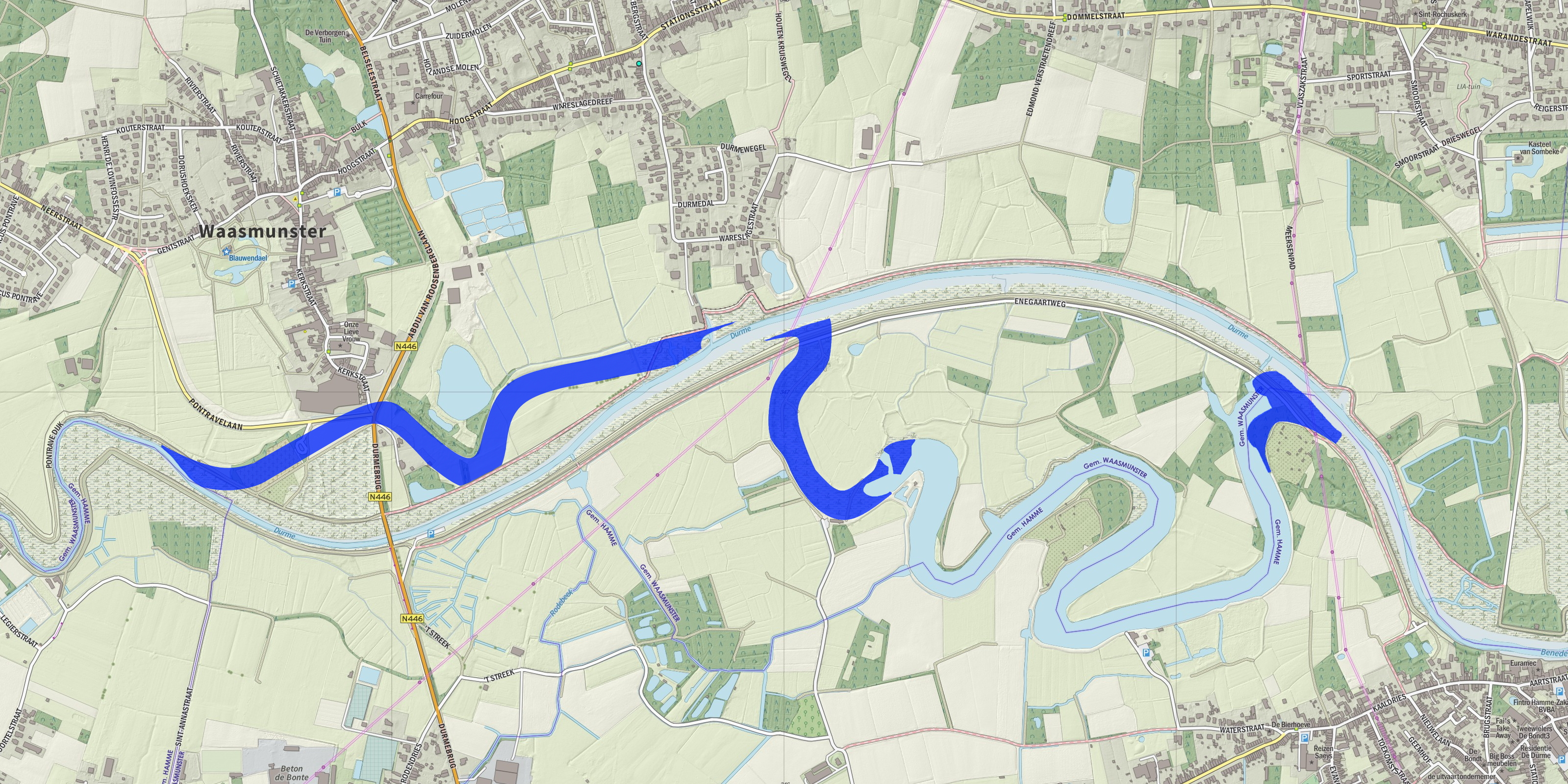
De Oude Durme en de gedempte delen van de Durme (donkerblauw)

De Oude Durme bij Hamme is een reeks meanders die tussen 1931 en 1937 van de rivier de Durme werden afgesneden.
Oorspronkelijk waren hier meersen die als hooiland werden gebruikt en 's-winters door de Durme werden bevloeid waartoe een ingenieus bevloeiingssysteem werd aangelegd. Hier zijn ook de oude dijken nog te zien. Deze werden tijdens het winterseizoen doorgestoken, om in maart weer te worden gedicht. Later werd het steken aan strenge regels onderworpen en na 1878 was het enkel nog in speciale gevallen mogelijk.
Nadat de Durme in 1827, door de aanleg van het Kanaal Gent-Terneuzen, van zijn bron werd afgesneden nam de hoeveelheid afgevoerd water snel af en nam de invloed van de Schelde toe waardoor de getijdewerking toenam. Na de Tweede wereldoorlog verdween ook het belang van de Durme als scheepvaartweg. Een belangrijke transporttak was, tot ongeveer 1920, het transport van beer uit Antwerpen landinwaarts, om door de boeren voor bemesting te worden gebruikt. De opkomst van kunstmest maakte hier een einde aan.
De oeverlanden werden niet enkel als hooiland gebruikt, maar ook om wilgentenen (wijmen) te oogsten die voor de mandenmakerij van belang waren.
Diverse kunstschilders werden aangetrokken door de Durmevallei, zoals Edmond Verstraeten, Ghisleen Verdickt en Achiel Van Sassenbrouck.
Er wordt veel aan recreatie gedaan in en rond de afgesneden meanders.